# Xorides depressus
Xorides depressus là một loài tò vò trong họ Ichneumonidae.